# Донна Гаравей
Донна Гаравей (англ. Donna Haraway, нар. 6 вересня 1944, Денвер, США) — Почесна професорка факультету феміністських досліджень і факультету історії свідомості Каліфорнійського університету в Санта-Крузі. Гаравей вважають однією з основоположниць кіберфемінізму та «нового матеріялізму», центральною фігурою в сучасній епістемології, феміністських (і не тільки) дослідженнях науки та технологій та постгуманізму.
Авторка есе «Маніфест кіборгів: наука, технологія та соціалістичний фемінізм 1980-х» (1985) та численних статей та монографій з епістемології, сучасної філософії, досліджень науки та технологій, а також феміністської та квір-теорії. За книгу «Modest_Witness Second_Millennium. FemaleMan©Meets_OncoMouse™: Feminism and Technoscience» Гаравей у 1999 році була відзначена премією імені Людвіга Флека, яку щороку присуджують за найкращу діяльність в галузі науки та технологій.

## Життєпис
Донна Джин Гаравей народилася 1944 року в Денвері, штат Колорадо (США). Батько Гаравей був спортивним журналістом Денвер-Пост, а її мати, ірландська католичка, померла, коли Донні було 16 років. Гаравей відвідувала середню школу в Академії Святої Марії в селі Черрі Гіллз, штат Колорадо і мала потрійну спеціалізацію в зоології, філософії та літературі в Колорадському коледжі. Після коледжу Гаравей переїхала до Парижа та вивчала еволюційну філософію та теологію у Фонді П'єра Теяра де Шардена по стипендії Фулбрайта. Вона захистила свій докторський ступінь з біології в Єльському університеті в 1970 році, написавши дисертацію про застосування метафори у формуванні експериментів в експериментальній біології під назвою «The Search for Organizing Relations» опублікована під заголовком «Crystals, Fabrics, and Fields: Metaphors of Organicism in Twentieth-Century Developmental Biology». Гаравей із середини 1990-х років стала справжньою академічною зіркою. Індекси цитування її текстів постійно зростають, її називають «однієї з головних феміністських теоретиків науки» (Lederman, 2002, p. 164) та "однією з небагатьох письменниць-феміністок, яка отримала статус автора і згадується і цитується як феміністками, так і не феміністками (Sofoulis, 2003, p. 63), а перед лекцією в Гарвардському університеті вона була представлена як «настільки знаменита в академічному світі, наскільки це можливо» (Grebowicz, Merrick, 2013, p. 10).

## «Маніфест кіборгів»
У 1985 році Гаравей опублікувала есе «Маніфест кіборгів: наука, технологія та соціалістичний фемінізм 1980-х» в американському журналі «Socialist Review». Хоча більшість ранньої роботи Гаравей була сконцентрована на тому, щоб підкреслити зміщення в науковій культурі на користь маскулінності, вона також зробила великий внесок у феміністські дослідження XX століття. Для Гаравей Маніфест відповідав на зростаючий консерватизм у 1980-х роках у США, коли феміністки, щоб мати якесь реальне значення, мали взяти до уваги своє становище в тому, що вона називає «інформатикою домінування». Жінки більше не були поза ієрархією привілейованих бінарностей, а були глибоко вплетені, експлуатувалися мережевою гегемонією та брали участь у ній, і мали формувати свою політику в цих умовах.
Згідно з «Маніфестом» Гаравей, «немає нічого в жінках як таких, що природно поєднувало б їх у єдину категорію. Немає навіть такого стану, як „буття жінкою“, сама по собі дуже складна категорія, сконструйована у спірних наукових дискурсах про сексуальність та інші соціальні практики». Кіборгу не потрібна стабільна, есенціалістська ідентичність — стверджує Гаравей — і феміністам варто задуматися про створення коаліцій, заснованих на «близькості», а не на ідентичності. Щоб обґрунтувати свій аргумент, Гаравей аналізує спільність «women of color», пропонуючи її як один із можливих прикладів політики близькості. Використовуючи термін, введений теоретиком Челою Сандовал, Гаравей пише, що «опозиційну свідомість» можна порівняти з політикою кіборгів, тому що замість підкреслення ідентичності, вона показує, як близькість виникає в результаті «іншості, відмінності та специфіки».

### Переклади українською
- Маніфест кіборгів: наука, технології та соціалістичний фемінізм // Політична критика, 2012, №3, С. 163-171
- Дона Гарвей: “Переосмислюючи спорідненість: крок із антропоцену в ктулуцен” // СВОЄ, 31.10.2016